# Marlik
Koordinaten: 36° 49′ 50″ N, 49° 27′ 33″ O

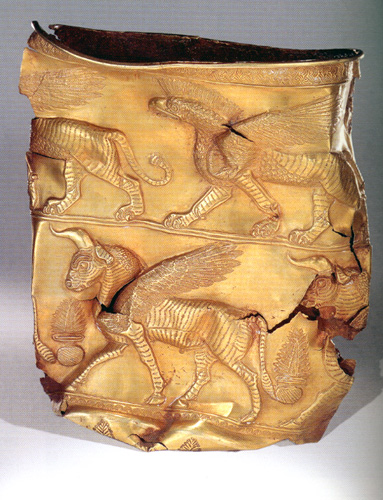
Gold-Schale von Marlik

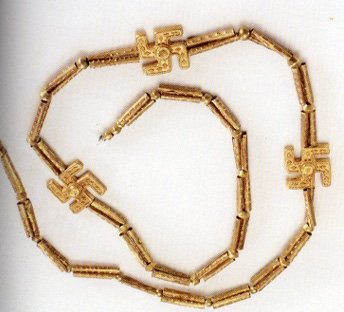
Swastika-Kette

Marlik (weitere Namen Tappe Marlik, Marlik Tepe oder Cheragh-Ali Tepe) ist der Name eines aus mehreren Hügeln bestehenden archäologischen Fundorts bei Rudbar im Norden Irans. Er liegt im Tal des Gohar Rud, einem Nebenfluss des Sefid Rud in der Provinz Gilan, an einem wichtigen Übergang des Elbursgebirges.
Im Zuge der Ausgrabungen, die 1961 bis 1962 erfolgten, wurde ein königlicher Friedhof freigelegt, der 3000 Jahre unberührt geblieben war. Mehrere tausend kunstvolle Objekte, darunter einige hundert aus Gold wurden sichergestellt. Teilweise ließen sich Ähnlichkeiten mit Funden aus Kalar Dascht in Mazandaran und Tappe Sialk in der Nähe von Kaschan nachweisen.
Es wird vermutet, dass der Name Marlik auf Marda-lik zurückgeht (Der Ort der Marda oder Amarda), was dem griechischen Historiker Strabon zufolge die Urbevölkerung dieser Gegend war.
Die meisten der in der Nekropole von Marlik Tepe gefundenen Metallgefäße stammen aus dem Ende des 2. und dem Beginn des 1. Jahrtausends v. Chr. Zu den berühmtesten Funden zählt die Gold-Schale von Marlik, die auf einer 500 Rial Banknote abgebildet war. Weitere Funde lassen Verbindungen zu den Fabeln aus Kalīla wa Dimna herstellen. Es wurden ferner Kunstwerke aus Glas, eisenzeitliche Tonfiguren in Form von Frauen und Männern  und zahlreiches Metallwerkzeug gefunden.
Plünderungen und Schmuggel führten zu einem Ende der Untersuchungen.
Im Tal des Kaluraz, einem Fluss bei Marlik Tepe, wurden Keramikgegenstände und Tierfiguren aus Bronze gefunden, die als Grabbeigaben dienten und mit der Herkunftsbezeichnung Kaluraz publiziert sind.